# Nanstelocephala physalacrioides
Nanstelocephala là một chi nấm thuộc họ Cortinariaceae. Là một chi đơn loài, nó có loài duy nhất Nanstelocephala physalacrioides, có ở the USA.